# Ana María Barón
Ana María Barón Parra es una arqueóloga chilena de la Universidad de Chile (1979) y Máster Instituto de Paleontología Humana (París). Posee experiencia en la zona de San Pedro de Atacama y, además, contribuyó al rescate y catalogación de la cultura atacameña.

## Biografía
A fines de los años 70, vivió en el pueblo de Caspana, donde realiza su práctica de terreno universitaria y la tesis "Excavación del Cementerio Los Abuelos".
Entre 1980 y 1984 es investigadora del Museo Arqueológico del Padre Gustavo Le Paige en San Pedro de Atacama, época en que comienza sus excavaciones profesionales en la aldea de Tulor, un sitio de gran importancia arqueológica donde se crea el primer Museo de Sitio (1986) con la reproducción de dos habitaciones de la antigua aldea.
A comienzos de los 90, dirige la excavación de salvataje del sitio Larache, el cual entrega una gran cantidad de piezas de oro correspondientes a la coronas y petos de los reyes del gran Imperio de Tiahuanacu en San Pedro de Atacama, lo que contribuye al conocimiento de la Prehistoria de Atacama. Paralelo a estas actividades, se interesa en el tema de los Santuarios de Altura, en que alcanza cimas que bordean los 6.000 m s. n. m. con el fin de estudiar la presencia Inca en las tierras atacameñas.
En una expedición realizada los días 1 al 3 de octubre de 1980, asciende el Miscanti junto al antropólogo Johan Reinhard, donde encontraron en su cumbre dos pircas en mal estado de conservación y además de restos de madera en el borde del cráter. En dicho informe señalan que no hay antecedentes de otras ascensiones. Sin embargo, no se puede excluir que las primeras ascensiones hayan sido realizadas por pueblos precolombinos atacameños ya que la evidencia arqueológica (descubrimiento de pircas) lo califica como santuario de altura.
En 1992 es elegida alcaldesa de la Comuna de San Pedro de Atacama, bajo cuyo mandato se realizan numerosos proyectos de salud y educación.
En los años 2001-2002 viaja a estudiar un Máster (DEA) en París, sobre "Cuaternario: Geología, Paleontología y Prehistoria”, bajo la dirección de Henry de Lumley, entonces director del Museo del Hombre y del Instituto del Paleontología Humana.
Científica independiente se ha especializado en el estudio y clasificación de las industrias líticas atacameñas por ella encontradas, luego de 40 años de experiencia recorriendo el desierto de Atacama, así como trabajando en excavaciones de sitios arqueológicos de Kobbi Fora a orillas del lago Turkana, de Sibiloi y Karari, en Kenia y también recorriendo yacimientos excavados por Louis y Mary Leakey en la garganta de Olduvai, en Tanzania.
Sus postulados, basados en el análisis comparativo de instrumentos líticos del desierto de Atacama con aquellos del paleolítico de África, Asia y Europa, la llevan a considerar el trabajo en la piedra como antecedente concreto del proceso de llegada del hombre a América, en períodos anteriores a las fechas oficialmente aceptadas. En Etiopía llegó hasta el sitio donde fue encontrada la famosa Lucy (Australopitecus afarensis) con lo cual corrobora sus teorías del antiguo poblamiento de América.
Actualmente es investigadora libre en arqueología, desarrolla estudios de impacto ambiental como consultora, y es empresaria de turismo junto a su familia en San Pedro de Atacama.
Ha sido la arqueóloga consultora del Proyecto ALMA desde el año 2003 a la fecha. Además de destacar por su compromiso medioambiental por la Agrupación Turística y Medioambiental de San Pedro de Atacama, destacando sus posiciones contraria al proyecto de explotación de los Geyser del Tatio y en beneficio de la sustentabilidad ambiental.

## Descubrimiento de Tulor
Lo que se pensaba eran los restos de la base de murallas indígenas, no era tal. Después de largos análisis, organizó excavaciones en el lugar y descubrió la cima de las murallas de la Aldea de Tulor, una joya de la prehistoria indígena de 3.000 años de antigüedad.

## Hotel Tulor
En 1989, inició este proyecto inspirado en su investigación de las ruinas de la Aldea de Tulor (2.400 AP). Construye una réplica de las casas de la aldea en las cercanías del sitio arqueológico, de acuerdo al patrón arquitectónico circular de la Aldea de Tulor, con adobe, maderas y fibras locales, elementos trabajados por “artesanos” atacameños, decorándose con el arte rupestre presente en toda la región. Este predio poblado de algarrobos y chañares, especies arbóreas nativas de los oasis del desierto de Atacama, se puede apreciar de forma estilizada, el hábitat que pudo haber tenido la milenaria Aldea de Tulor.

## Influencia de Le Paige
Fue el sacerdote jesuita belga Gustavo Le Paige, quien dio a luz la arqueología de San Pedro de Atacama entre las décadas de 1950 y 1980. Acompañado de los propios atacameños, recorrió la cuenca del Salar de Atacama y los oasis de San Pedro, descubriendo la continuidad del poblamiento del área desde al menos 3.000 años AP.
Las ruinas de Tulor tienen unos tres mil años de antigüedad, lo que las convierte en uno de los asentamientos humanos más antiguos y mejor conservados del norte de Chile. Desenterrado en la década de los 80 por la arqueóloga Ana María Barón (aunque en 1958 se identificó los primeros restos de la Aldea y los estudió el jesuita Gustavo Le Paige) y con protección desde 1998, Tulor es ahora un museo de sitio, donde desde una pasarela de madera se pueden ver varias construcciones circulares conectadas entre sí y fabricadas con materiales que sirven para entender cómo era el pasado de la región, y cómo podría haber sido este lugar que alguna vez fue un punto de tráfico e intercambio de bienes, en la zona de desagüe del río San Pedro, la que con el tiempo fue sepultada por el avance del desierto.
Aprendió y acompañó al cura Gustavo Le Paige, fue una pieza fundamental para el estudio de lo que hoy reconocemos como Aldea de Tulor.

## Publicaciones
- Chungara: Revista de Antropología Chilena. Actas X Congreso Nacional de Arqueología Chilena (octubre de 1986)

- Tulor: posibilidades y limitaciones de un ecosistema (1986) y  Conservación, restauración y arqueología experimental (1986)

- Tulor: posibilidades y limitaciones de un ecosistema (1986)

- Investigaciones arqueológicas en Tulor 1

- Santiago de Río Grande : un tambo atacameño

- Conservación, restauración y arqueología experimental

- Libro Alma Huellas en el Desierto (2005) Patrimonio Cultural en la Zona del Proyecto Alma